# Чинл (Аризона)
Чинл (енгл. Chinle) насељено је место без административног статуса у америчкој савезној држави Аризона.

## Демографија
По попису из 2010. године број становника је 4.518, што је 848 (-15,8%) становника мање него 2000. године.
| Група             | 2000.      | 2010.      |
| Белци             | 328 (6,1%) | 257 (5,7%) |
| Афроамериканци    | 10 (0,2%)  | 12 (0,3%)  |
| Азијати           | 9 (0,2%)   | 12 (0,3%)  |
| Хиспаноамериканци | 98 (1,8%)  | 116 (2,6%) |
| Укупно            | 5.366      | 4.518      |